# 陵州
陵州（りょうしゅう）は、中国にかつて存在した州。南北朝時代から宋代にかけて、現在の四川省中部に設置された。

## 魏晋南北朝時代
557年（孝閔帝元年）、北周により剣南陵井に陵州が置かれた。

## 隋代
隋初には、陵州は3郡7県を管轄した。583年（開皇3年）、隋が郡制を廃すると、陵州の属郡は廃止された。607年（大業3年）に州が廃止されて郡が置かれると、陵州は隆山郡と改称され、下部に4県を管轄した。隋代の行政区分に関しては下表を参照。
| 隋代の行政区画変遷 | 隋代の行政区画変遷 | 隋代の行政区画変遷 | 隋代の行政区画変遷   | 隋代の行政区画変遷 | 隋代の行政区画変遷          |
| 区分               | 開皇元年           | 開皇元年           | 開皇元年             | 区分               | 大業3年                     |
| ------------------ | ------------------ | ------------------ | -------------------- | ------------------ | --------------------------- |
| 州                 | 陵州               | 陵州               | 陵州                 | 郡                 | 隆山郡                      |
| 郡                 | 懐仁郡             | 和仁郡             | 隆山郡               | 県                 | 仁寿県 始建県 貴平県 隆山県 |
| 県                 | 普寧県 蒲亭県      | 貴平県 籍県        | 隆山県 江陽県 綿水県 | 県                 | 仁寿県 始建県 貴平県 隆山県 |

## 唐代
618年（武徳元年）、唐により隆山郡は陵州と改められた。742年（天宝元年）、陵州は仁寿郡と改称された。758年（乾元元年）、仁寿郡は陵州の称にもどされた。陵州は剣南道に属し、仁寿・始建・貴平・籍・井研の5県を管轄した。

## 宋代以降
1072年（熙寧5年）、北宋により陵州は陵井監と改められた。1122年（宣和4年）、陵井監は仙井監と改称された。1163年（隆興元年）、南宋により仙井監は隆州と改められた。隆州は成都府路に属し、仁寿・貴平・籍・井研の4県と大安鎮を管轄した。
1283年（至元20年）、元により隆州は廃止された。